# Distrikt Ccochaccasa
Der Distrikt Ccochaccasa liegt in der Provinz Angaraes in der Region Huancavelica im südwestlichen Zentral-Peru. Der Distrikt wurde am 30. Oktober 1984 gegründet. Er besitzt eine Fläche von 107 km². Beim Zensus 2017 wurden 3124 Einwohner gezählt. Im Jahr 1993 lag die Einwohnerzahl bei 4314, im Jahr 2007 bei 3434. Sitz der Distriktverwaltung ist die 4150 m hoch gelegene Ortschaft Ccochaccasa mit 1037 Einwohnern (Stand 2017). Ccochaccasa liegt 9 km nordnordwestlich der Provinzhauptstadt Lircay.

## Geographische Lage
Der Distrikt Ccochaccasa liegt im ariden Andenhochland im Nordwesten der Provinz Angaraes. Das Areal wird über den Río Urubamba entwässert.
Der Distrikt Ccochaccasa grenzt im Süden an den Distrikt Lircay, im Südwesten, im Westen und im Nordwesten an die Distrikte Huachocolpa, Huancavelica und Yauli (alle drei in der Provinz Huancavelica) sowie im Osten an den Distrikt Anchonga.

## Ortschaften
Im Distrikt gibt es neben dem Hauptort folgende größere Ortschaften:
- Velasco Pucapampa Centro (415 Einwohner)